# Iliá Segalóvich
Iliá Valentínovich Segalóvich (en ruso: Илья Валентинович Сегалович; Nizhni Nóvgorod, 13 de septiembre de 1964 - Londres, 27 de julio de 2013)
fue un programador ruso, cofundador y director de tecnología del motor de búsqueda Yandex.
Comenzó su carrera trabajando en las tecnologías de recuperación de información en 1990 en Arkadia Company, donde dirigió el equipo de software. De 1993 a 2000, dirigió el departamento de sistemas de recuperación de CompTek Internacional. Dejó CompTek para fundar Yandex en 2000. Las tres empresas fueron fundadas con su compañero de escuela, Arkady Vólozh.
Segalóvich fue cofundador y colaborador de Maria's Children, donde ayudaba junto a su mujer María Yeliséieva a los niños huérfanos. Recibió una licenciatura en geofísica del Instituto de Exploración Geológica S. Ordzhonikidze de Moscú.

## Enfermedad
El 25 de julio de 2013, Yandex emitió un comunicado de prensa declarando que Segalóvich había muerto tras una larga enfermedad. Sin embargo, la declaración se retractó posteriormente, con los medios de comunicación estadounidenses y rusos que informaron que estaba en un estado de coma sin actividad cerebral. Su muerte fue confirmada por Yandex, el 28 de julio de 2013. Falleció de meningitis, que le llegó como una complicación del cáncer de estómago.